# Johannes van Vucht
Johannes Cornelis Josephus van Vucht (Tilburg, 17 oktober 1931 - Den Haag, 19 april 1991) was een Nederlands jurist en vicepresident van de Hoge  Raad der Nederlanden.
Van Vucht volgde de Rijksbelastingacademie van 1950 tot 1955 en studeerde aansluitend fiscaal recht aan de Universiteit Leiden, waar hij in 1960 afstudeerde. Tijdens zijn studie was hij reeds adjunct-inspecteur van de Rijksbelastingen en daarna zelfstandig inspecteur, tot hij in 1962 substituut-griffier werd bij het Gerechtshof Arnhem. In 1965 werd hij benoemd tot rechter bij de Rechtbank Arnhem en in 1970 tot raadsheer bij het Gerechtshof aldaar.
Op 6 augustus 1976 werd Van Vucht aanbevolen voor benoeming tot raadsheer in de belastingkamer van de Hoge Raad in verband met uitbreiding met één raadsheer. De Tweede Kamer nam de voordracht ongewijzigd over en de benoeming volgde op 12 oktober van dat jaar. Op 1 oktober 1989 werd Van Vucht benoemd tot vicepresident van de Hoge Raad en voorzitter van de belastingkamer, nadat Sjoerd Royer was benoemd tot president. Van Vucht overleed in 1991 op 59-jarige leeftijd.